# Spaanse hondshaai
De spaanse hondshaai (Galeus melastomus) is een kathaai die voorkomt in het noordoosten van de Atlantische Oceaan op diepten tot 1900 m. De soort kan een lengte bereiken van 90 cm.